# Seven Days in Sunny June
Seven days in sunny June is een single uit 2005 van de Britse band Jamiroquai. Het was de tweede single van hun zesde album Dynamite. Het liedje is geschreven door de zanger Jay Kay en toetsenist Matt Johnson, en gaat over een onbeantwoorde liefde. Behalve dat het in diverse landen een hitje werd, was het ook te horen in de film The Devil Wears Prada.
De bijbehorende videoclip liet de bandleden zien in feesttoestand. De zanger verruilde in die clip zeven keer van outfit, verwijzend naar de titel. Daarbij kwam hij eenmaal voor in een shirt van het Peruviaanse nationale voetbalteam uit de jaren zeventig, dat werd gekozen tot mooiste voetbalshirt ooit (althans in 2010).

## Hitnotering
Een grote hit werd het niet. In het Verenigd Koninkrijk kwam het nog het verst: een veertiende plaats in vijf weken.

### NederlandseSingle Top 100
| Positie: | 49 | 51 | 70 | 77 | 82 | 80 | 82 | uit |

### Nederlandse Top 40, BelgischeVRT Top 30/VlaamseUltratop 50
De single kwam niet verder dan de tipparade.

### NPO Radio 2 Top 2000
| Nummer met noteringen in de NPO Radio 2 Top 2000 | '14  | '15  | '16  | '17  |
| ------------------------------------------------ | ---- | ---- | ---- | ---- |
| Seven Days in Sunny June                         | 1856 | 1954 | 1704 | 1777 |

1. ↑  Een vetgedrukt getal geeft de hoogste notering aan.
2. ↑  2014 was het eerste jaar met een notering voor dit nummer.
3. ↑  Deze tabel is bijgewerkt tot en met de laatste editie (2024).